# Островът на тайните
Островът на тайните (на испански: Isla brava) е мексикански трилър уеб сериал, създаден от Естер Фелдман, режисиран от Питипол Ибара и продуциран от Онса Ентъртейнмънт за ТелевисаУнивисион през 2023 г. Поредицата разглежда проблеми като психическо насилие и домашно малтретиране в мексикански семейства от висшата класа.
В главните роли са Фернанда Кастийо, Ерик Айсер и Флавио Медина.

## Сюжет
В същата нощ, когато Лусия решава да признае на съпруга си Алфредо, че има връзка с по-малкия му брат Бруно, Алфредо мистериозно изчезва. Без тяло и следи от насилие, детектив трябва да използва неортодоксални методи, за да разреши случая, а Лусия трябва да защити себе си и децата си от непосредствена опасност. Скоро разследването на изчезването на Алфредо хвърля нова светлина върху мрачен и потаен живот, изпълнен с алчност, изнудване, дългове от хазарт и неочаквано откритие, което разкрива извратена семейна тайна.

## Актьори
- Фернанда Кастийо – Лусия Естрада де Суарес
- Ерик Айсер – Бруно Суарес Брито
- Флавио Медина – Алфредо Суарес Брито
- Барбара Лопес – Пилар Тейхидо
- Пабло Астиасаран – Хесус Ернандес
- Хуан Пабло Фуентес – Тиаго Суарес Естрада
- Карена Флорес – Мора Суарес Естрада
- Мар Сордо – Исабел Гардуньо
- Ромина Поса – София
- Рубен Санс – Дамян Роча
- Рената Ибара – Хосефина
- Марта Белмонте – Саманта Крус
- Урсула Мураяма – Консепсион Солис

## Премиера
Премиерата на сериала е по стрийминг платформата на „ТелевисаУнивисион“ Vix на 18 май 2023 г.

## Продукция
На 8 август 2022 г. е обявено, че производството и записите на сериала са започнали в Тенерифе, Испания. На 14 септември 2022 г. е обявен пъленият списък с актьорите. Записите приключват на 4 ноември 2022 г. На 28 април 2023 г. Vix пуска първия официален трейлър за сериала чрез своите акаунти в социалните медии.

## В България
Премиерата на сериала в България е на 5 април 2025 г. по bTV Story, като последният епизод е излъчен на 13 април 2025 г. Ролите озвучават актьорите Татяна Захова, Мариана Жикич, Светлана Смолева, Здравко Методиев, Явор Караиванов. Преводач е Силвия Вълкова, тонрежисьор – Георги Калудов, а режисьор на дублажа е Веселина Стоилова. Обработката е на студио „Ви Ем Ес“.